# Dawid Szulich
Dawid Szulich (ur. 19 maja 1990 w Warszawie) – polski pływak, uczestnik Letnich Igrzysk Olimpijskich 2012.
Reprezentuje klub Delfin Legionowo. Wielokrotny mistrz Polski w stylu klasycznym, rekordzista Polski w sztafecie 4 × 100 m stylem zmiennym, finalista mistrzostw świata. Podczas 15. pływackich MŚ w Barcelonie ustanowił dwa rekordy Polski: 28 lipca 2013 na dystansie 100 m stylem klasycznym (1:00,54), zaś 30 lipca na 50 m stylem klasycznym (27,48).